# Північна Земля

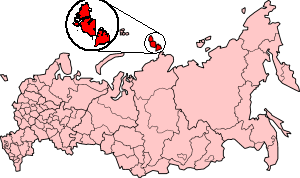
Розташування архіпелагу

Північна Земля (до 1926 року — Земля Імператора Миколи II) — архіпелаг в Північному Льодовитому океані. Адміністративно входить до складу Таймирського (Долгано-Ненецького) муніципального району Красноярського краю Росії. Архіпелаг відкритий 4 вересня 1913 року гідрографічною експедицією 1910—1915 років Бориса Вількицького.
Площа архіпелагу близько 37 тис. км². Не заселений.
На Північній Землі знаходиться найпівнічніша острівна точка Азії — мис Арктичний на острові Комсомолець.

## Розташування

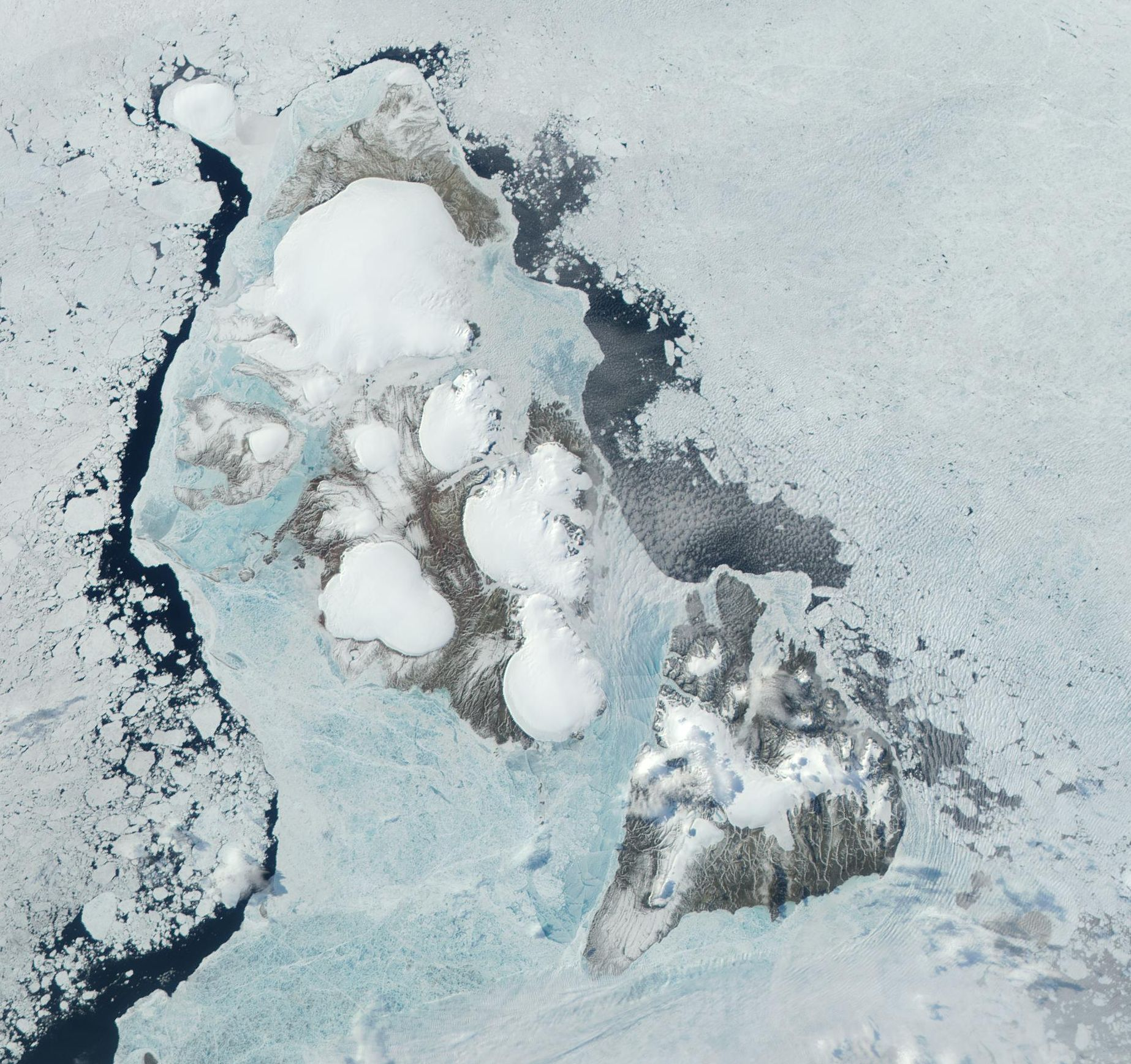
Знімок з космосу (NASA)

Північна Земля розташована в центральній частині Північного Льодовитого океану. Із заходу берега архіпелагу омивають води Карського моря, зі сходу — море Лаптєвих. Від континентальної частини Красноярського краю Північна Земля відокремлена протокою Вількицького довжиною 130 км і шириною в найвужчому місці між мисом Челюскіна і південним краєм островів Транзе біля берегів острова Більшовик — 56 км. Найвіддаленішою від материка точкою є мис Земляний на острові Шмідта, віддалений від півострова Таймир на 470 км. У 2019 р. поблизу мису Земляного острова Шмідта відкрито новий невеликий острів площею 110 га. Ця частина суші утворилася в результаті глобального потепління.
Крайня північна точка островів — мис Арктичний на острові Комсомолець (81°16'22.92" північної широти), відстань від нього до Північного полюса становить 990,7 км, тому мис часто використовується як стартова точка арктичних експедицій. Крайня південна точка — мис Неупокоєва на острові Більшовик (77°55'11.21" північної широти), крайня західна — безіменний мис на крайньому заході острова Шмідта (90°4'42.95" східної довготи), крайня східна — в районі мису База на острові Малий Таймир (107°45'55.67" східної довготи). Відстань з півночі на південь — 380 км, із заходу на схід — 404 км.

## Рельєф

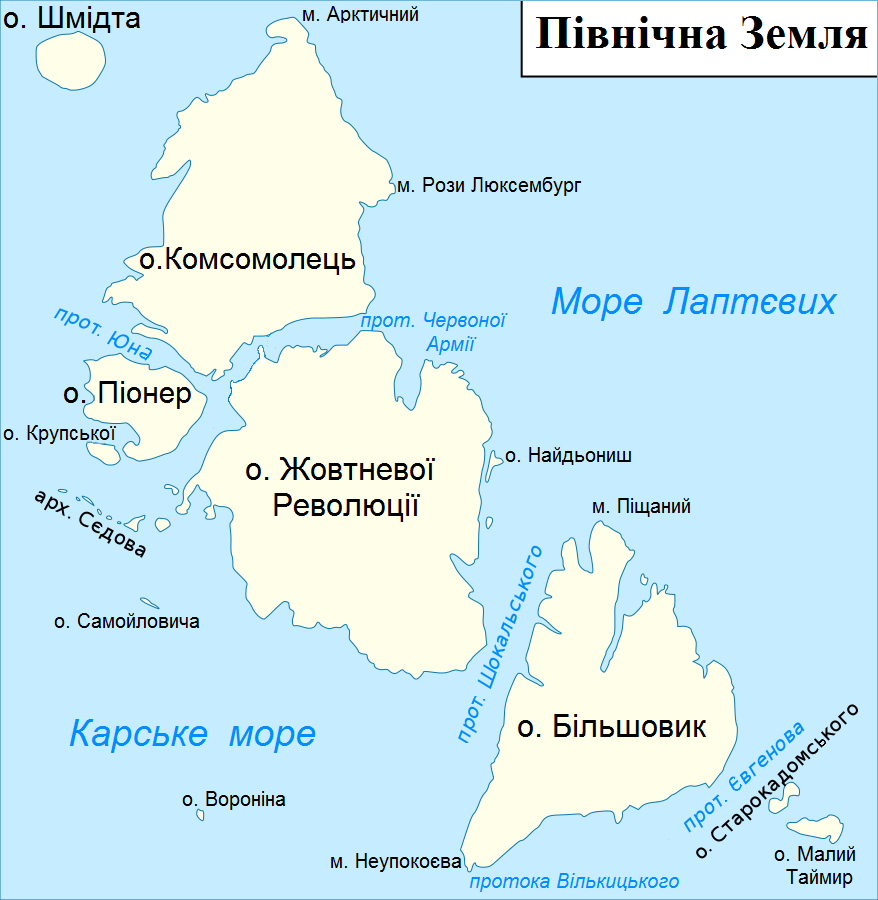

47 % (17,5 тис. км²) площі Північної Землі покрито льодом. 14 % берегової лінії доводиться на льодовикові береги, для яких характерна крутизна з висотою обривів до 30 м. Всього на архіпелазі налічується 20 великих льодовиків. Максимальні висоти островів — 965 м на острові Жовтневої Революції, 935 м на острові Більшовик, 781 м на острові Комсомолець, 382 м на острові Піонер і 315 м на острові Шмідта. Ці показники набагато перевищують значення, вказані на перших картах, де, наприклад, найвищою точкою острова Жовтневої Революції вважалося 625 м, а острова Більшовик — 300 м. Найбільше окремих льодовиків на острові Жовтневої Революції — 7, потім на острові Більшовик — 6, чотири на острові Комсомолець, два на острові Піонер і один на острові Шмідта. Для льодовиків на цих островах характерна куполоподібна форма з похилими ухилами. Крижані обриви зустрічаються лише у підніжжя.
Місця, де льодовики виходять до моря, часто служать джерелом утворення айсбергів. Найактивніші місця — східне (бухта Кренкеля) і південне узбережжя льодовика Академії Наук острова Комсомолець і узбережжі льодовика Русанова в районі фьорда Матусевича на острові Жовтневої Революції. За рахунок утворення айсбергів берегова лінія в цих місцях змінюється протягом року більш ніж на кілометр, що не типово для інших берегів архіпелагу. Розміри айсбергів зазвичай не перевищують двох кілометрів в довжину, але бувають і винятки: в 1953 році був зафіксований айсберг рекордних розмірів — 12 км у довжину і до 4 км завширшки.
Для вільної від льоду території островів характерні численні кам'янисті розсипи. На острові Більшовик вони займають майже третину не покритої льодом площі.
Новітні карти Північної Землі показали наявність не зафіксованої раніше системи річок і озер. Дев'ять річок архіпелагу мають більш 200 км в довжину, з них: річки Озерна та Ушакова на острові Комсомолець — відповідно 64 і 58 км в довжину, на острові Більшовик — річка Тора завдовжки майже 50 км і 45-кілометрова річка Скеляста. Річки Північної Землі порожисті, ширина і глибина варіюють залежно від сезону і погоди, в середині літа, з початком повсюдного танення снігів вони стають повноводними, в інший час глибина їх не перевищує одного метра. З вересня по липень річки покриті льодом.
Значних озер небагато, площа більшості з них не перевищує 3 км². Найбільше озеро — Спартаківське, знаходиться на острові Більшовик і має площу близько 60 км².

## Клімат

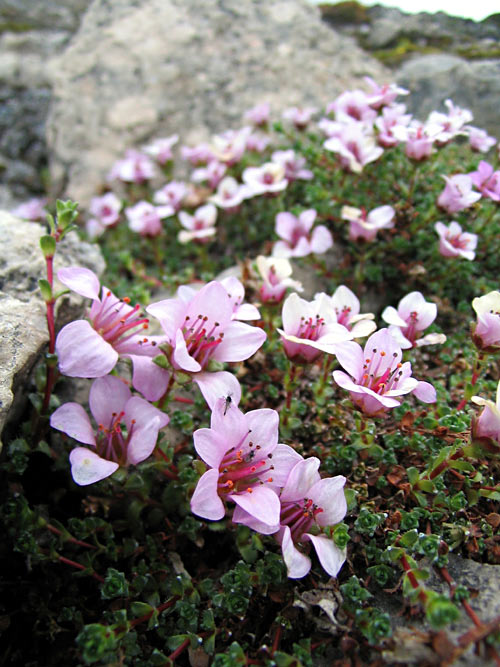
Saxifraga oppositifolia

Клімат островів морський, арктичний. Середня багаторічна температура −14° C. Мінімальна температура взимку досягає −47° C, частий сильний штормовий вітер до 40 м/сек. Влітку найвища температура піднімається до +6,2° C; середня температура січня від −28 до −30° C, липня від 0 до 2° C. За рік випадає від 200 до 500 мм опадів, переважно влітку з максимумом в серпні, причому велика частина опадів випадає на північному заході Північної Землі. На глибині 15 см знаходиться багаторічна мерзлота.
Під час тривалої полярної ночі відбувається велика втрата тепла через ефективне випромінювання. Тому температури підстилаючої поверхні в цей час (з жовтня по березень включно) дуже низькі; так, середня температура поверхні в січні — березні від −31,2° C до −31,8° C. Процес вихолодження приземного арктичного повітря найінтенсивніше відбувається над островами.

## Рослинний і тваринний світ

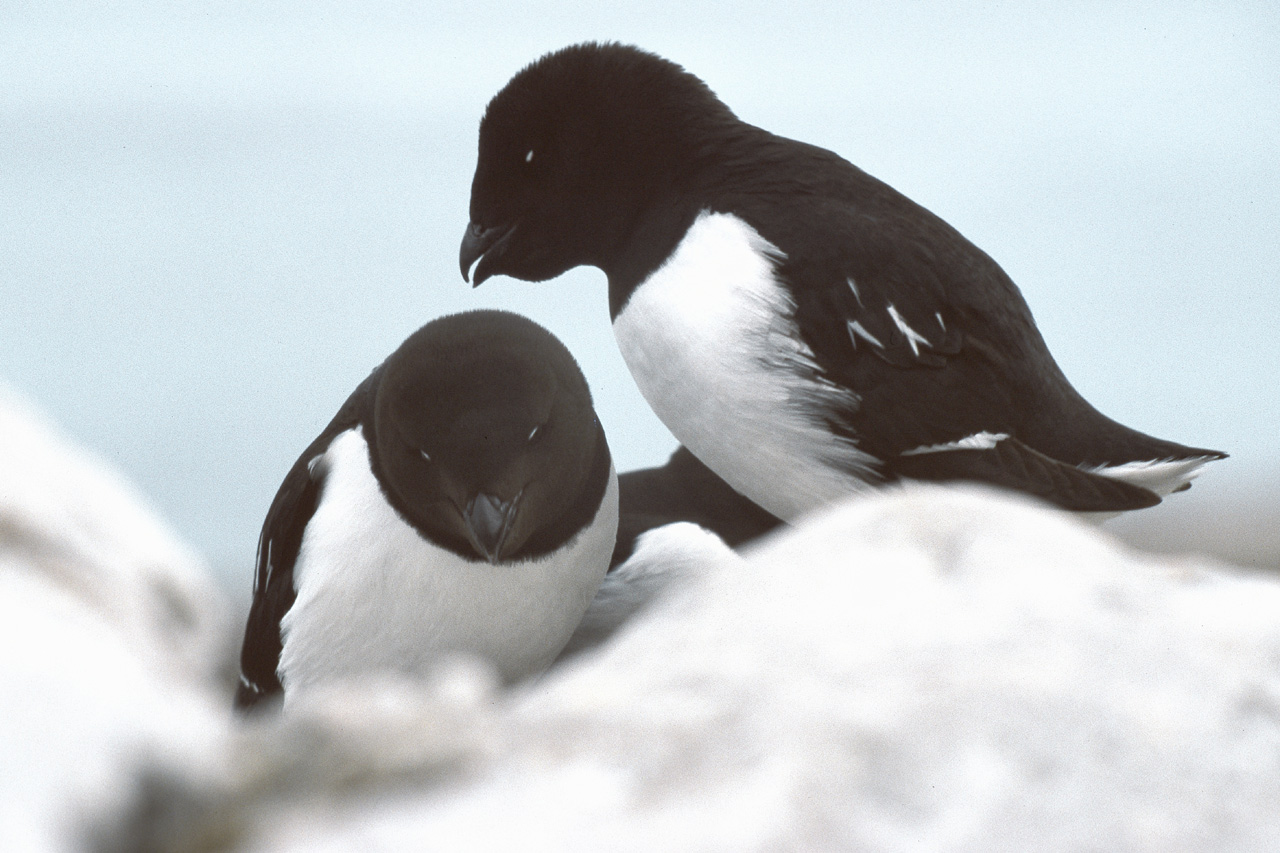
Люрик

Навіть вільні від льоду ділянки островів архіпелагу не багаті рослинністю. На острові Більшовик територія, зайнята арктичною тундрою, не перевищує 10 % від загальної площі, і, чим далі на північ, тим менше стає цей показник; так, на острові Жовтневої Революції тундрою зайнято лише 5 %, а на острові Комсомолець рослинності немає взагалі. З рослин зустрічаються в основному мохи і лишайники, з квіткових — лисохвіст, мак полярний, ломикамінь, крупка.
Більш багатий тваринний світ островів. З птахів зустрічається полярна сова, кулики, пуночка, білий мартин (Pagophila eburnea), рожевий мартин (Rhodostethia rosea), поморник, кочівний буревісник, бургомістр, мартин трипалий, морянка і крячок, рідше гага, гагара, біла куріпка, мартин сріблястий і вилохвостий мартин (Xema sabini), люрик. Із ссавців — білий ведмідь, що заходять з материка, дикі північні олені, песці, вовки, лемінги та інші дрібні гризуни. У прибережних водах мешкають нерпи, гренландські тюлені, білуха, морж (в тому числі ендемік моря Лаптєва — лаптєвський морж (Odobenus rosmarus laptevi)) і лахтак.

## Історія назви

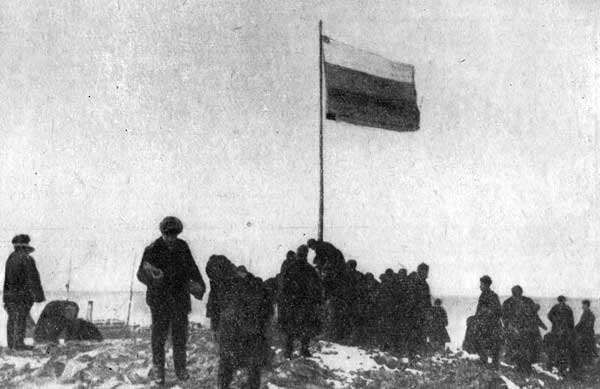
Експедиція Вількицького, підняття прапора

При відкритті архіпелаг названий учасниками експедиції як «Тайвай» (по перших складах експедиційних криголамів «Таймир» і «Вайгач»). Офіційну назву «Земля Імператора Миколи II» архіпелаг отримав  10 ( 23 )  січня   1914  року на честь царювавшого тоді російського імператора, наказом № 14 морського міністра. Тривають суперечки про те, хто був ініціатором даного найменування. Відомо, що Борис Вількицькій був його прихильником як до появи наказу № 14, так і через два десятиліття. Спочатку передбачалося, що архіпелаг являє собою один острів.
11 січня 1926 року Президія Всеросійського Центрального Виконавчого Комітету своєю постановою перейменувала Землю Імператора Миколи II в Північну Землю. Острів Цесаревича Олексія був перейменований в острів Малий Таймир. Згодом, в 1931–1933, були відкриті інші острови архіпелагу, які отримали від радянських першовідкривачів (Миколи Урванцева і Георгія Ушакова) назви Піонер, Комсомолець, Більшовик, Жовтневої Революції, Шмідта.
1 грудня 2006 року Думою Таймирського (Долгано-Ненецького) автономного округу було прийнято постанову, якою пропонувалося повернути архіпелагу Північна Земля колишню назву Земля Імператора Миколи II, а також перейменувати острів Малий Таймир в острів Цесаревича Олексія, острів Жовтневої революції — в острів Святої Олександри, острів Більшовик — в острів Святої Ольги, острів Комсомолець — в острів Святої Марії, острів Піонер — в острів Святої Тетяни і острів Домашній — в острів святої Анастасії. Надалі ця ініціатива не була підтримана.

## У літературі
У романі Веніаміна Каверіна «Два капітани» говориться, що Північну Землю на півроку раніше Вількицького відкрив батько Каті Татаринової Іван Татаринов, але через втрату поштових листів про відкриття і загибель експедиції цей факт лишився невідомим.
У фантастичному романі Григорія Адамова «Вигнання владики» (1946) дія розгортається на Північній Землі, на острові Жовтневої Революції в районі протоки Шокальського, де розташовані підводне селище Мис Олов'яний та шахта № 6.
У мемуарах начальника експедиції на Північну Землю 1930—1932 років О. Ушакова «По неходженій землі» (рос. По нехоженой земле).